# Wymiatacz
Wymiatacz (ang. Best Player) – amerykański film komediowy z 2011 roku w reżyserii Damona Santostefano. Światowa premiera filmu odbyła się 12 marca 2011 roku na amerykańskim Nickelodeon. W Polsce premiera filmu nastąpiła 25 września 2011 roku na kanale Nickelodeon Polska. Film był również wyświetlany w TV Puls 20 października 2012 roku. W filmie zagrali aktorzy z serialu iCarly Jerry Trainor w roli Quincy’ego Johnsona oraz Jennette McCurdy w roli Christiny "Prodigy" Saunders.

## Fabuła
Quincy Johnson (Jerry Trainor) chce odkupić dom od rodziców, bo chcą go sprzedać, kupuje grę "Czarna Dziura" i próbuje zakwalifikować i wygrać konkurs, w tej grze nagrodą główną jest 175.500 $. Jak mu się uda wygrać zdobędzie pieniądze, aby odkupić dom od rodziców. Ma wielkie szanse wygrać, ale nagle pojawia się nowy gracz "Prodigy" (czyt. Prodidżi), w ogóle nic nie mówi przez mikrofon. Jednak udaje mu się pokonać "Wielkiego Q" kilkanaście razy. Jego kolega z gry "Wendell" znajduje adres zamieszkana tej tajemniczej postaci. Tym "Prodigy" okazuje się być młoda dziewczyna Christina Saunders (Jennette McCurdy). Quincy idzie z jej mamą na randkę, aby zbliżyć się do Christiny. Na randce dowiaduje się, że Christina ma układ z mamą, jedna jedynka i nie ma grania w konkursie, więc Quincy opracowuje wścibski plan, żeby dostała tę jedynkę. Wendell zgłasza Quincy’ego jako nauczyciela Christiny od ZPT. Namawia Sheldona, aby zaprosił na bal Christinę, wtedy nie będzie mogła iść na konkurs (są w tym samym czasie). Nie udaje mu się to, jednak przy próbie okazuje się, że jest zakochana w Ash'u. Później robi wycieczkę na której są: Ash, Christina oraz mama Christiny, bawią się świetnie. Ash zaprosił Christinę na bal. Jest tak wesoła, że już nie złości się na Quincy’ego. Jednak gdy wrócili do domu na laptopie szukają czegoś, znajdują grę z "Wielkim Q" na opakowaniu, Christina dowiaduje się, że to on jest 'Q' i domyśla się, że Quincy namówił Ash'a, żeby zaprosił ją na bal, obraża się na Quincy’ego i odmawia Ashowi. Na konkursie niespodziewanie pojawia się Sheldon cały połamany, jednak to on właśnie wygrał cały konkurs i 175.500 $. Ash widział jak Christina walczyła, zdązyli iść jeszcze na bal poszli z nimi Quincy i mama Christiny. Prawdopodobnie mama Christiny i Quincy się pobrali (lub zaczęli chodzić).

## Obsada
- Jerry Trainor jako Quincy Johnson
- Jennette McCurdy jako Christina "Prodigy" Saunders
- Amir Talai jako Wendell
- Janet Varney jako Tracy Saunders
- Nick Benson jako Sheldon
- Jean-Luc Bilodeau jako Ash

## Wersja polska
Wersja polska: dla Nickelodeon Polska – Start International Polska
Reżyseria: Elżbieta Kopocińska-Bednarek
Dialogi polskie: Anna Niedźwiecka
Dźwięk i montaż: Sławomir Czwórnóg
Kierownik produkcji: Dorota Nyczek
Nadzór merytoryczny: Aleksandra Dobrowolska, Katarzyna Dryńska
Udział wzięli:
- Adrian Perdjon – Quincy Johnson
- Aleksandra Traczyńska – Christina "Prodigy" Saunders
- Agnieszka Kunikowska – Tracy Saunders
- Tomasz Borkowski – Wendell
- Kajetan Lewandowski – Sheldon
- Paweł Parczewski – Ash

W pozostałych rolach:
- Anna Apostolakis – Mama
- Stefan Knothe – Tata
- Paweł Szczesny
- Elżbieta Kopocińska
- Cezary Kwieciński
- Julia Kunikowska
- Miłogost Reczek
- Jakub Molęda